# Sérères
Cet article concerne le peuple sérère. Pour la langue sérère, voir sérère (langue).
Les Sérères (ou « Serer », « Sereer », « Serere » et « Seereer ») sont un peuple d'Afrique de l'Ouest, surtout présent au centre-ouest du Sénégal, du sud de la région de Dakar jusqu'à la frontière gambienne.
Ils forment, en nombre, la troisième ethnie du Sénégal, après les Wolofs et les Peuls ; environ un Sénégalais sur six est d'origine sérère. Quelques groupes sérères sont également présents en Gambie et en Mauritanie,,. Les Sérères constituent l'une des plus anciennes populations de la Sénégambie,,.
Les Sérères sont un groupe ethnoreligieux, et une nation,,.

## Ethnonymie
Selon Cheikh Anta Diop et Paul Pierret, le mot serer vient de l'égyptien ancien qui signifie « celui qui trace les contours des temples ». Pour d'autres, l'ethnonyme vient du mot égyptien Sa-Re ou Sa-ra, qui signifie « le fils du démiurge », le Dieu Ra ou Re dans l'Égypte et la Nubie antique,,,,. R. G. Schuh a réfuté la thèse de Diop. Cependant, des historiens, linguistes et archéologues, tels que Issa Laye Thiaw, Henry Gravrand, ou Charles Becker, s'accordent à penser que le mot « sérère » – qui s'applique aux personnes mais aussi à la langue, la culture, la tradition – « est ancien et sacré ». Molefi Kete Asante comme  Cheikh Anta Diop affirment que « c'est un peuple ancien dont l'histoire remonte loin dans le passé... » et que c'est cohérent avec son « lien fort avec son ancien passé religieux ».

## Histoire

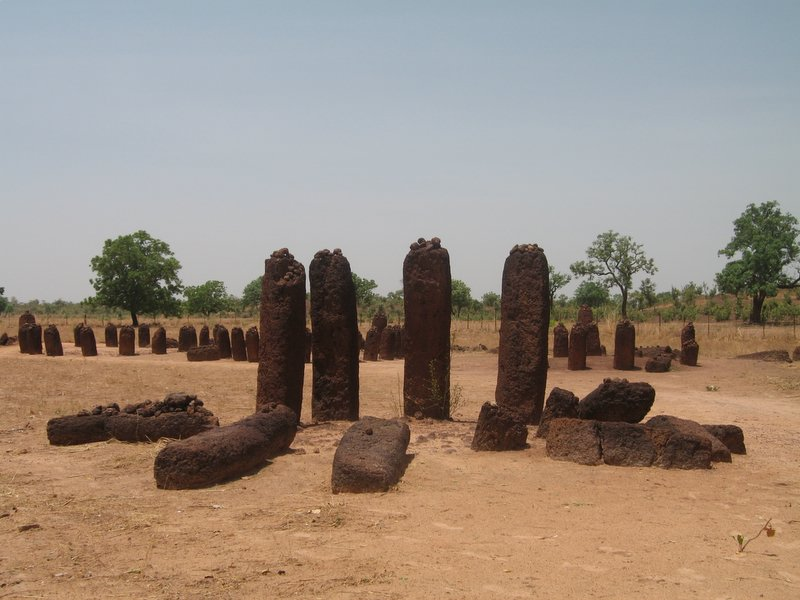
La civilisation sérère : cercles mégalithiques de Sénégambie

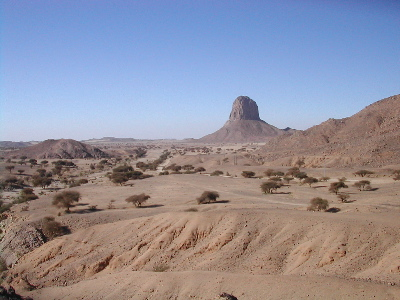
L'Ouest subsaharienne montagnardes boisées xériques.

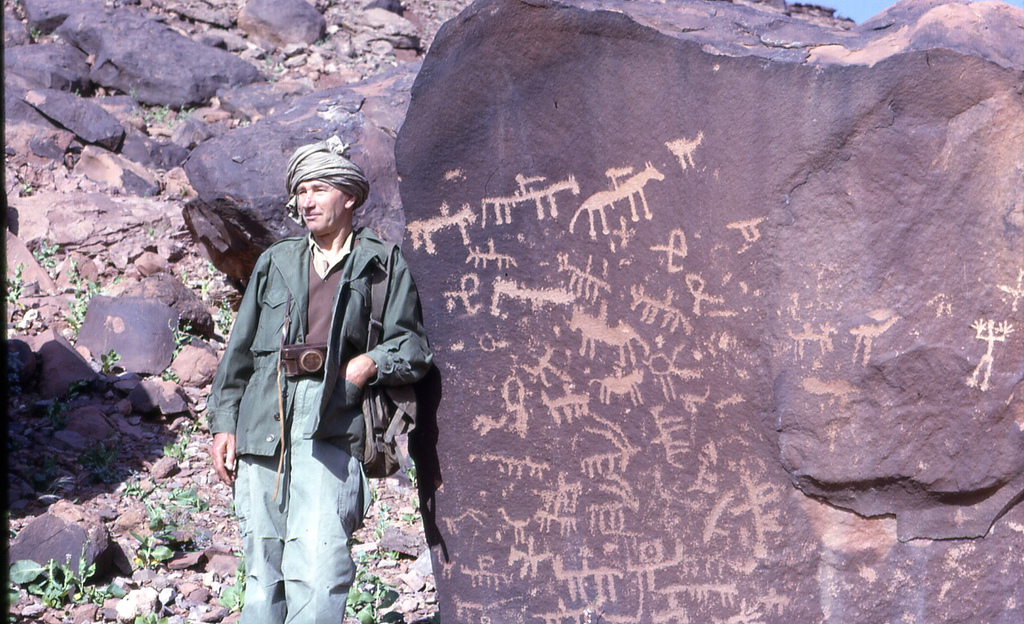
La civilisation Sérère: Le préhistorien Henri Lhote à côté de gravures rupestres en Mauritanie.

### Histoire ancienne
Les sources historiques et archéologiques attestent que les Sérères occupaient toutes les régions du Sénégal (y compris la région de Sénégambie), et figuraient parmi les plus anciens habitants de la contrée. Ainsi les Sérères ont laissé des toponymes comme Diamniadio, Diokoul.
La préhistoire et l'histoire ancienne des Sérères a été abondamment étudiée et documentée et la majeure partie des données provient de découvertes archéologiques, associées à la tradition religieuse serère,. Ainsi, plusieurs vestiges, se rapportant à la préhistoire et à l'histoire ancienne, ont été découverts et donnent des informations sur les origines des familles, des villages et des royaumes. Certains comportent de l'or, de l'argent et des métaux,. Des mégalithes de latérite sculptés et dressés en structures circulaires ont aussi été mis au jour.

### Période médiévale
L'époque médiévale est en partie caractérisée par la résistance sérère à l'islamisation, puis, plus tard, à la wolofization à partir du XIe siècle pendant le mouvement Almoravide (résistance qui touche surtout les Sérères du Tekrour),, puis plus tard encore au mouvement marabout du XIXe siècle de la Sénégambie. Alors que les anciennes dynasties sérères patrilinéaire continuent, la dynastie matrilinéaire du Wagadou est remplacée par la dynastie matrilinéaire Guelwar au XIVe siècle.
Avant le changement de nom du royaume du Sine durant le XIVe siècle,, la zone du Sine a été peuplée par les Sérères du royaume de Tekrour aujourd'hui appelé le Fouta-Toro ainsi que par le peuple Sérère autochtone qui y a résidé pendant des millénaires,. Étant parmi les plus anciens habitants de la région sénégambienne à laquelle appartenait Tekrour,, ils ont construit une civilisation millénaire, mis en place des dynasties royales et politiques et des cadres juridiques ainsi qu'une caste sacerdotale qui régit l'organisation religieuse de la région. ` Selon certains, en Tekrour, ce qui allait devenir le Fuuta Toro, ils faisaient également partie des sulbalƃe (cuballo au singulier), la classe noble.[pas clair]
Au XIe siècle, la population Sérères du Tekrour s'oppose à l'armée de la coalition musulmane (composé des Almoravides et des Toucouleurs convertis à l'Islam,,) et préserve la religion sérère refusant d'adopter l'islam. Quoique religieuse d'abord, ces guerres ont néanmoins une dimension politico-économique, car l’aristocratie sérère lamanique cherche à préserver son pouvoir. Victorieux, lors de certaines batailles, les Sérères sont finalement vaincus par l'armée musulmane,. Abu Bakr Ibn Omar, chef des Almoravides, lance un djihad dans la région, mais il est tué par le roi sérère Ama Gôdô Maat en novembre 1087, d'une flèche empoisonnée,,,,.
En 1446, un navire affrété par le marchand d'esclaves portugais Nuno Tristão tente d'aborder en pays sérère pour s'en procurer. Il n'y a aucun survivant parmi les passagers adultes du navire ; en effet, tous sont tués par des flèches empoisonnées sérères et seuls cinq jeunes Portugais survivent,.

#### Royaumes sérères

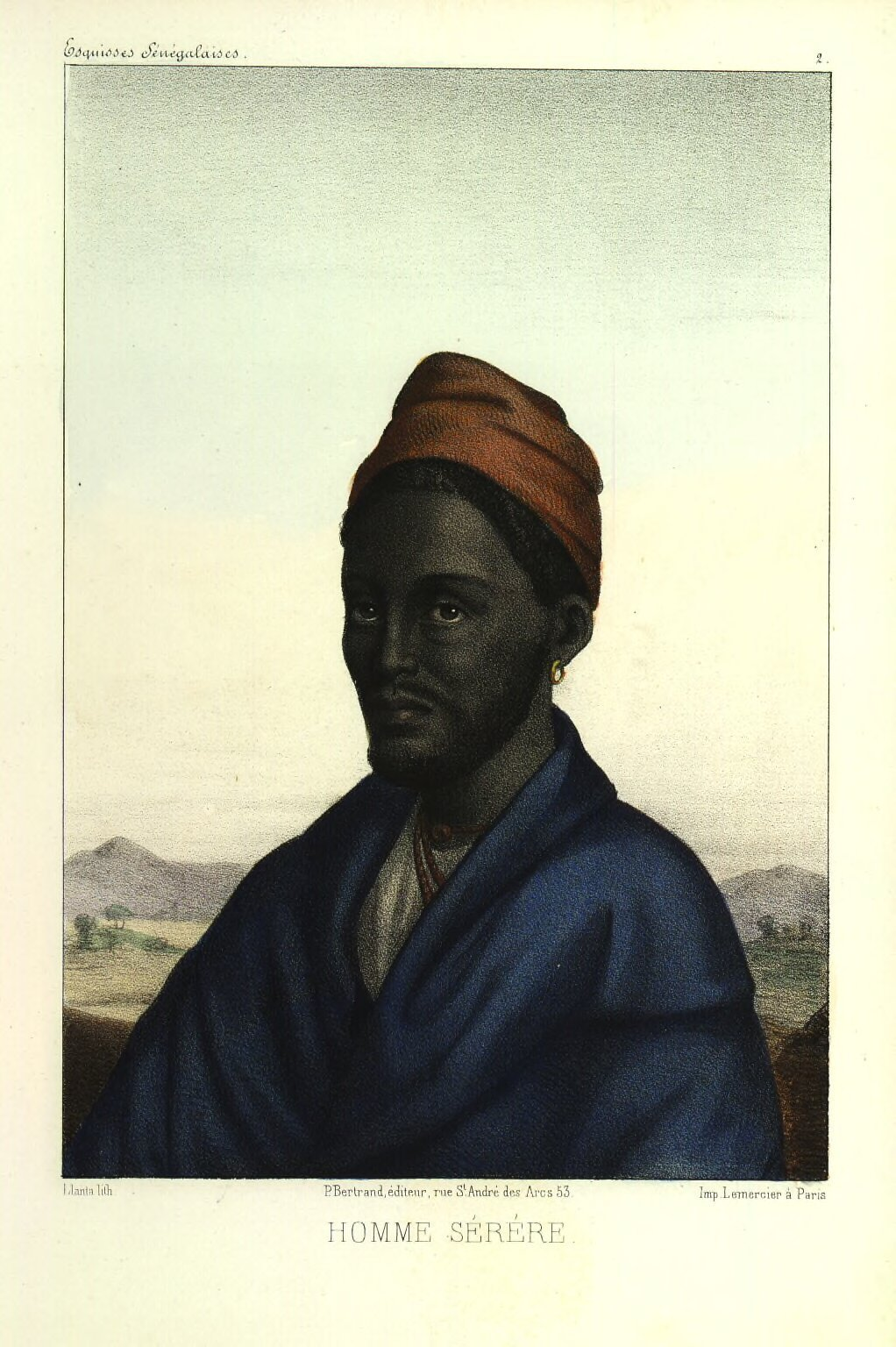
Maad a Sinig Ama Diouf Gnilane Faye Diouf, roi du Sine de c. 1825 à 1853.

Les royaumes précoloniaux sérères comprenaient le royaume du Sine et le royaume du Saloum. Le royaume du Baol fut aussi gouverné par les Sérères pendant plusieurs siècles avant l'arrivée au pouvoir de la dynastie des Fall, soit avant 1549. Auparavant le Baol était gouverné par la famille paternelle Diouf ainsi que par la lignée maternelle du Wagadou — des membres des familles royales de l'empire du Ghana qui se marièrent dans l'aristocratie sérère. Les familles royales sérères contractèrent également des mariages dans les autres royaumes sénégambiens. Ils fournirent notamment des héritiers aux trônes du Djolof, du Baol, du Walo et du Cayor,,. Les royaumes du Sine et du Saloum faisaient partie — de leur plein gré — de l'empire du Djolof, créé au XIVe siècle. L'empire du Djolof était une confédération volontaire. Après la bataille de Danki en 1549, les royaumes sérères rejetèrent le joug du Djolof et retrouvèrent leur indépendance.
Les Sérères font partie, avec d'autres ethnies, des ancêtres des Wolofs. Ndiadiane N'diaye, fondateur de l'empire du Djolof et ancêtre des Wolofs d'après la tradition orale, reçut son nom, N'diaye, des Sérères. Les Lébous et Toucouleurs sont également descendants des Sérères,,,.

## Société

Epée fabriquée par les Sérères, Sénégal

### Activités
Traditionnellement, les Sérères sont des pêcheurs et des agriculteurs qui font accessoirement de l'élevage. Ils sont aussi propriétaires de terres, sur lesquelles ils veillent jalousement.
Aujourd'hui, les Sérères exercent leurs activités professionnelles dans des secteurs d'activités aussi variés que la politique, le commerce, la médecine, la musique, le sport ou la littérature,.
Dans les années 1950, à la fin du régime colonial, les experts français critiquent les modèles ouolof et mouride, jugés trop destructeurs pour les sols agricoles, et proposent, en modèle de référence d'agriculture intensive vertueuse, l'agriculture sérère.

### Distribution des groupes sérères
Les Sérères du Cayor – présents dans la province du Diander – et ceux du Baol sont les Safen, les Ndut, les Laalaa et les Nones. Ceux du Sine-Saloum sont les Sérères Sine. Les Sérères Niominka pratiquent la pêche dans le delta du Saloum,.

### Stratification sociale
La société sérère était stratifiée en castes.
La famille royale se situait au sommet de la hiérarchie. Généralement, un prince ne peut devenir un roi (« Maad », aussi : Maad a Sinig et Maad Saloum, roi du Sine et du Saloum, respectivement) que s'il est en mesure de justifier d'une ascendance royale à la fois sur ses lignées maternelle et paternelle. Autrement dit, il doit être un membre de la dynastie régnant Guelwar maternelle et un membre de l'ancien Sérères paternelle clans nobles (par exemple Diouf, Faye, etc.) Ces princes étaient appelés pino maad qui signifie « fils de rois ».
Il y a ensuite les cavaliers.
Après les cavaliers viennent les hommes libres qu'on appelle diambours, puis les badolos, que l'on définit comme ceux qui ne possèdent personne et que personne ne possède.
Il y a des castes typiquement sérères comme les law qui sont des bouffons, les sagnite qui sont des bouffons grossiers et les naar no maad (aussi bissit - clown) ou maures du roi.
Les griots (paar en sérère) sont la mémoire de la société et sont aussi les tisserands.
Pour les forgerons, même s'il y en a parmi eux des Sérères, ils sont en majorité des Wolofs, beaucoup d'entre eux étant parfois d'ascendance Toucouleur, ce sont les nyenyo. D'ailleurs chez les Sérères, il arrive qu'on utilise le mot « forgeron » pour désigner un Wolof.
Les woudés, qui travaillent le cuir, et les potiers sont de la caste des nyenyo. Quant aux laobés, artisans du bois, ce sont des Peuls.
Au bas de l'échelle se trouvent ceux qu'on possède, les captifs, on les appelle fad (essentiellement capturé par des guerres),.
À l'origine, le lamane – et sa famille – se situait au sommet de la hiérarchie. Maître de la terre, il était assisté par les chefs de village. Il n'y avait pas de caste d'artisans, car chaque famille produisait ses propres produits artisanaux. On pouvait donc considérer que la société sérère était égalitaire,.

## Culture et tradition
Par rapport aux autres ethnies sénégalaises, la société sérère se distingue par son originalité, à la manière des Diolas.

### Costumes et coiffures
Les hommes sérères, étaient bardés de talismans, et ils portaient le chapeau conique. Pendant la période des labeurs ils s'habillaient d'habits sobres pouvant aller jusqu'aux haillons, leurs habits de fête restent le tiawali ou Naff (Serr en wolof :pagne tissé). Ce dernier est généralement tissé par les hommes Sérères. Il est censé porter chance à ceux qui le portent. Les mariages sont généralement arrangés.
Les hommes sérères portaient autrefois les cheveux tressés, des coiffures totémiques, liées aux totems de chaque clan. Durant la période qui précédait la circoncision, les jeunes garçons portaient le ndjumbal, une coiffure de tresses. L'expansion de l'islam a fait disparaître ces pratiques en Sénégambie, à la première moitié du XXe siècle.
Les femmes étaient vêtues d'un pagne et d'un boubou bleu indigo à rayures noires, ainsi que d'un foulard noué sur la tête de façon artistique, le Kool (moussor en wolof), avec des coiffures complexes. Elles se paraient de différents bijoux d'or ou d'argent, ainsi que de pièces de monnaie qu'elles attachaient à leurs cheveux. Elles avaient également des anneaux d'or ou d'argent aux chevilles. Elles avaient les lèvres et les gencives tatouées. Ce sont les femmes peules Laobés qui pratiquaient le tatouage aux jeunes femmes sérères vers l'âge de 15 ans.

### Alimentation
La nourriture principale des Sérères est le Saathie (chereh en wolof, lathiri en poular), c'est-à-dire la semoule de mil cuite à la vapeur. Ils en contrôlent toutes les étapes, de la production à la préparation. D'autres groupes ethniques, ou les Sérères eux-mêmes, l'achètent généralement aux femmes sérères sur les marchés, ou leur demandent de le préparer à l'occasion des grands évènements. Le Saathie peut s'accommoder de différentes manières. Il peut être consommé avec du lait fermenté ou de la crème et du sucre en guise de céréales au petit-déjeuner ou être préparé exactement comme un couscous classique.

### Habitat traditionnel

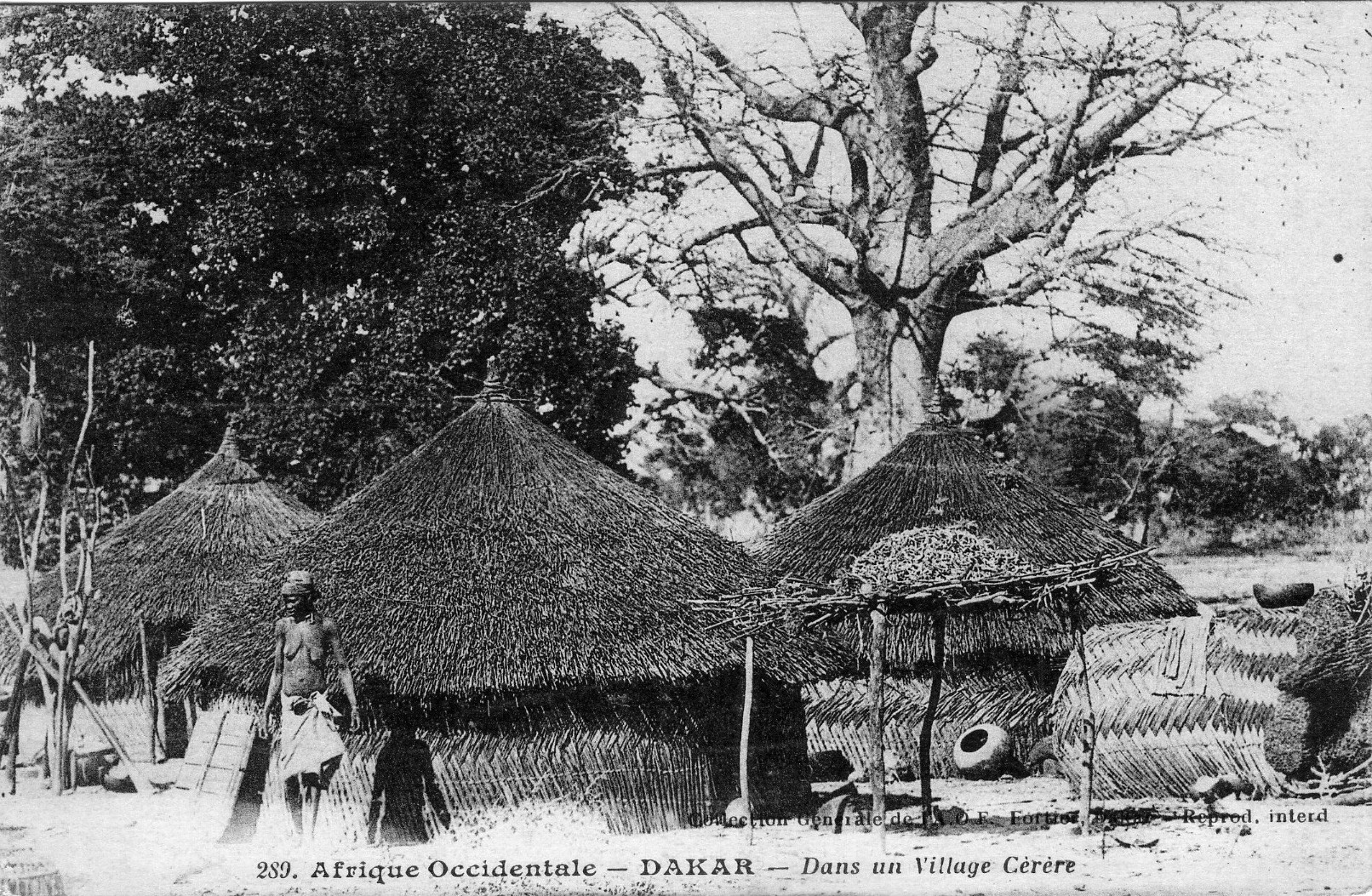
Village sérère (phot. François-Edmond Fortier)

Les cases sérères sont rondes ou carrées et très spacieuses.

### Fêtes et cérémonies
Le jour de repos chez les Sérères est le lundi, mais certaines activités culturelles sont aussi prohibées le jeudi. Chez les Sérères les cérémonies traditionnelles sont nombreuses (voir aussi religion sérère) :
- le ndut, célébration de l'initiation qui marque le passage à l'âge adulte, après la circoncision des garçons ;
- le mariage qui comprend le ndut des femmes ;
- le mboye, les funérailles ; lorsqu'un ancien meurt, on bat le gamba sacré, une grosse calebasse creusée d'une petite ouverture. Suivent les insignes funéraires traditionnels qui accompagneront le défunt dans l'au-delà[68] ;
- le khoy, est la cérémonie annuelle des grands maîtres spirituels (Saltigué) ;
- le Ndiom, cérémonie de lutte, où plusieurs lutteurs se réunissent en général après les récoltes ;
- le Nguèl, célébré la veille ou le lendemain des èvènements heureux comme le mariage

Les Sérères sont à l'origine de la lutte sénégalaise.

### Musique

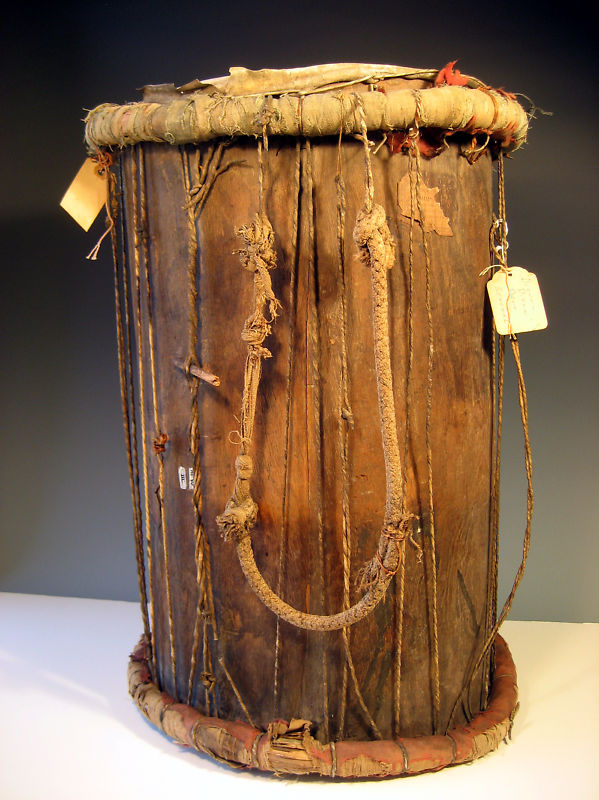
Un junjung, tambour de guerre du royaume du Sine (XIXe siècle)

La diva sérère Yandé Codou Sène, qui était la griotte de l'ancien président Senghor, était versée dans le tassu. La plupart des artistes sénégalais et gambiens l'utilisent dans leurs chansons, même parmi la jeune génération, comme Baay Bia. La légende de la musique sénégalaise Youssou N'Dour, qui est aussi un Sérère, utilise le tassu dans plusieurs de ses chansons.

### Parenté à plaisanterie (kalir)
Les Sérères et les Toucouleurs sont unis par un lien de cousinage appelé parenté à plaisanterie, qui leur permet de se critiquer, mais les oblige aussi à l'entraide et au respect mutuel. Les Sérères appellent ce lien de cousinage le kalir, ou massir. Ce lien est dû au fait que les Sérères sont apparentés aux Toucouleurs, à travers un lien relativement ancien. Plusieurs légendes expliquent ce cousinage. Les Sérères entretiennent également le même lien de cousinage avec les Diolas de Casamance avec qui ils ont également une parenté très ancienne. Chez les Sérères ce même type de lien existe entre les patronymes, par exemple entre les Diouf et les Faye.

## Données démographiques

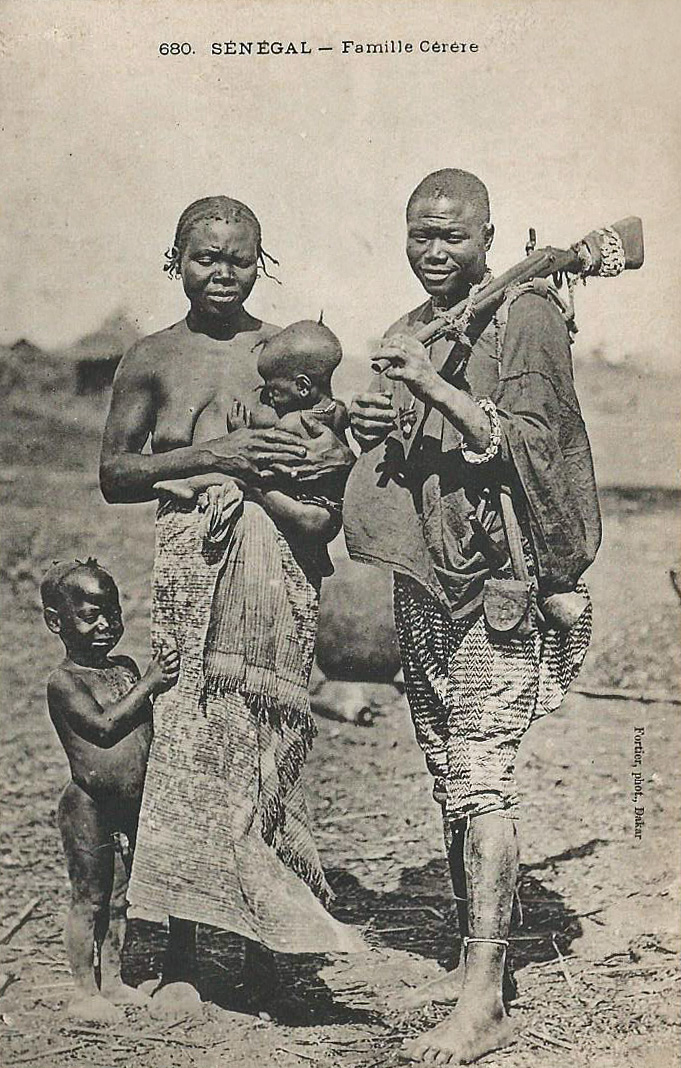
Famille sérère du Sénégal (Afrique-Occidentale française).

On trouve les Sérères surtout au Sénégal (dans les anciennes régions du Baol, du Sine, du Saloum) et en Gambie, qui a été une colonie du royaume du Saloum. Beaucoup vivent à l'étranger.
Estimation par pays 
| pays       | population |
| ---------- | ---------- |
| Sénégal    | 2 941 545, |
| Gambie     | 88 316,    |
| Mauritanie | 5 000,     |

### Données antérieures
Même si les méthodologies ont été différentes, plusieurs enquêtes permettent de tenter une évaluation du nombre de Sérères au Sénégal. En 1921, un recensement en dénombre 199 746, soit 19,35 % de la population totale. Pour 1948, un annuaire de l'AOF estime leur nombre à 273 500, soit 13,92 %. Des estimations de 1960 portent leur nombre à 595 000, soit 19,1 %. Au recensement de 1976, les Sérères sont 716 919, soit 14,3 %. À celui de 1988 ils sont 1 000 650, soit 14,8 %.

## Langues sérères
Le sérère (sereer siin) est une langue qui a des liens avec la langue Peule, qui a la même racine, ainsi qu'avec la langue wolof qui lui a fait beaucoup d'emprunts. Il existe plusieurs dialectes sérères tels le sérère noon, le léhar (ou laala), le saafi et le ndut. Ces dialectes sont classés en tant que langues cangin. Il y a de claires similitudes lexicales entre les langues Cangin. Ils sont plus étroitement liés les uns aux autres qu'avec la norme Sereer Siin : les langues cangin ont une similarité lexicale de 22 % avec le sérère (une similarité lexicale de 85 % étant approximativement la ligne de démarcation entre dialectes et langues différentes). Il est convenu[Qui ?] cette énorme différence est due à la tendance migratoire des milliers d'années auparavant. À un moment[Quand ?], ils parlaient la même langue. Néanmoins, ils sont tous ethniquement Sérères. La langue sérère (Sereer Siin) est l'une des langues locales reconnues au Sénégal,,.

## Patronymes
Les sérères portent les patronymes suivants : - Ndiaye, Bop, Diack, Diène, Dièye, Diop, Dione, Diong, Dior, Diouf, Faye, Fédior, Gningue, Loum, Marone, Mbodj, Mboup, Ndong, Ndour, Ngom, Pouye, Sarr, Seck, Senghor, Sèye, Sène, Kama, Thiandioum, Thioune, Tine.
À cause des brassages ethniques, un patronyme sérère ne garantit pas que la personne qui le porte est totalement sérère. Ainsi des Sérères figurant parmi les ancêtres de Toucouleurs, il en résulte que beaucoup de ceux-ci portent des noms sérères.

## Religions

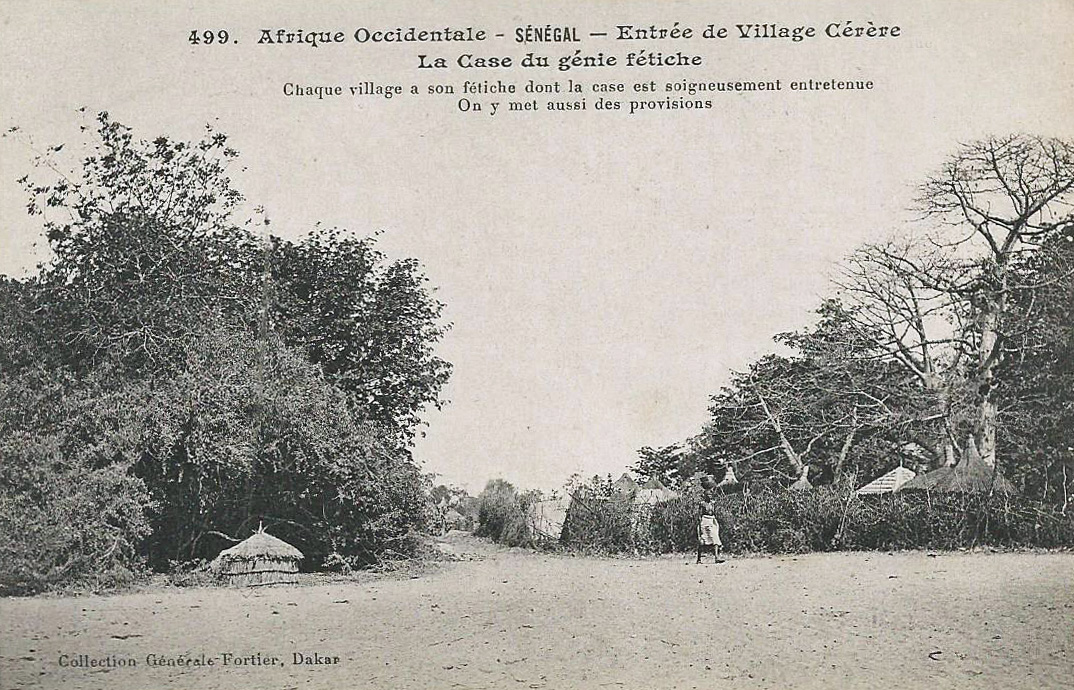
Case du génie fétiche à l'entrée d'un village.

Dans leur religion traditionnelle, les Sérères croient en un Dieu créateur, Roog ou Roog Sen, qui signifie Dieu omniscient et omnipotent. Le nom Dieu ou Roog, n'a pas de pluriel en serère, contrairement à la croyance populaire[réf. nécessaire]. « Roog » se prononce seulement au singulier. Les Sérères bénissent Roog directement. Ils peuvent aussi passer par les pangools symbolisés par des objets différents d'une famille à l'autre: pieds des arbres, fleuves, mer, pilon, etc. Dans ce dernier cas, les prières sont alors adressées aux ancêtres appelés Pangol, car ce sont les intermédiaires entre le monde des vivants et le divin. En effet, pour le Sérère resté fidèle à la spiritualité ancestrale, l'âme des ancêtres sanctifiés reste en interaction avec les vivants, depuis sa demeure divine. Les Pangol sont soit des personnages ayant marqué l'histoire du peuple, un roi/reine, ou un chef de village disparu, que toute la communauté célèbre, en rapport avec sa vie exemplaire sur terre et en parfaite adéquation avec les recommandations divines, ou bien un être cher disparu, que l'individu honore par respect.
On rend hommage aux ancêtres par des prières mais aussi par des sacrifices, des chants, des festivités.
Il y a aussi le totem animal, car chaque matriclan est lié à un animal ou à un végétal, son totem.
La spiritualité sérère est marquée par l'ésotérisme, et pour devenir chef spirituel (Saltigué) l'impétrant doit être initié. Les hommes comme les femmes peuvent être initiés. Le Khoy ou « miiss », événement religieux réunissant les grands initiés Saltigué, consiste en une cérémonie annuelle, durant plusieurs jours, où les initiés, qui sont devins et guérisseurs, livrent leurs prédictions à la société, sur les phénomènes météorologiques, politiques, économiques,,.
Aujourd'hui beaucoup de Sérères sont chrétiens ou musulmans, mais ils sont souvent syncrétistes et pratiquent en parallèle leur religion ancestrale, c'est-à-dire qu'ils intègrent au christianisme ou à l'islam, les croyances traditionnelles, les rites ancestraux et croyances ayant été interdits par l'islam et le christianisme. Au Sénégal, ce syncrétisme s'observe aussi chez les Diolas.
Le mode d'ensevelissement sous tumulus est un mode traditionnel de sépulture chez les Sérères.
Le ndut est un rite de passage sérère.

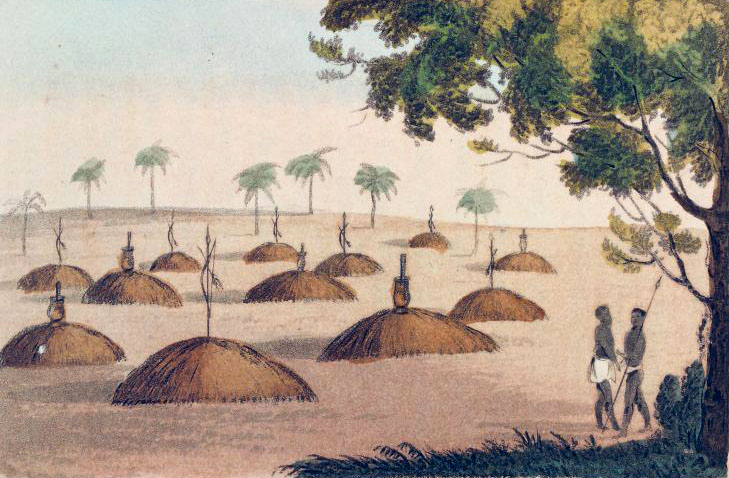
Sépultures sérères (1821).
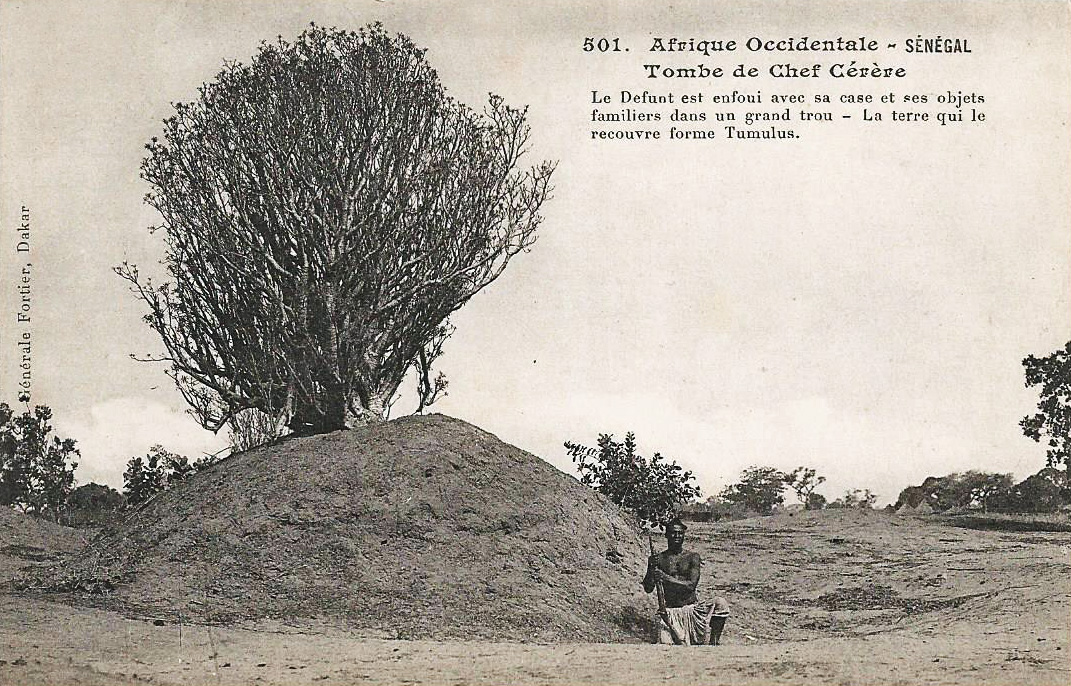
Tombe de chef sérère (AOF).
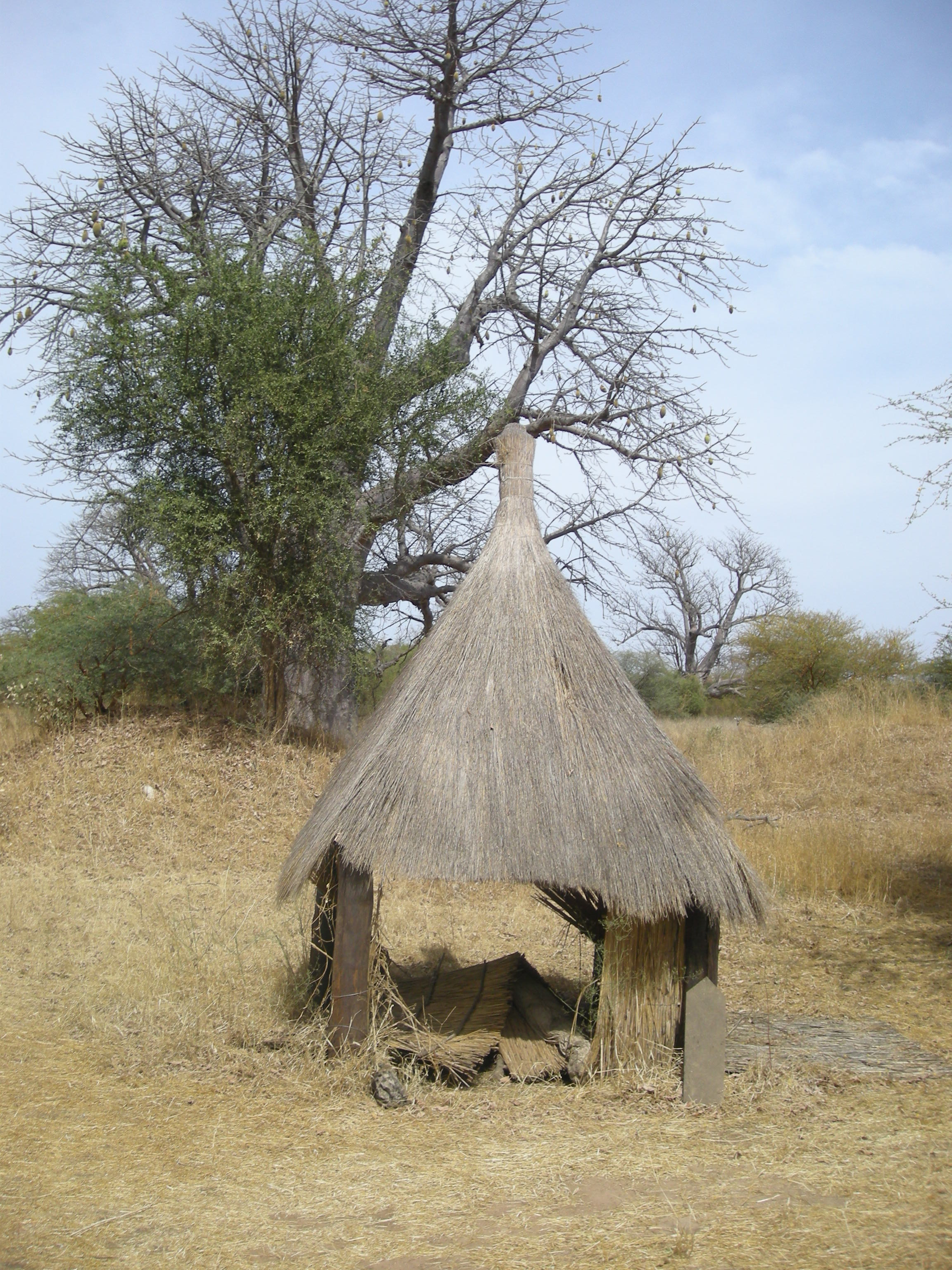
Reconstitution de chambre funéraire[85].
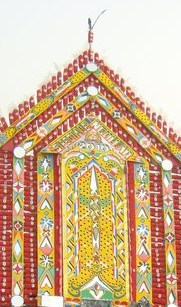
Le « mbot ». Symbole ndut.

## Personnalités sérères

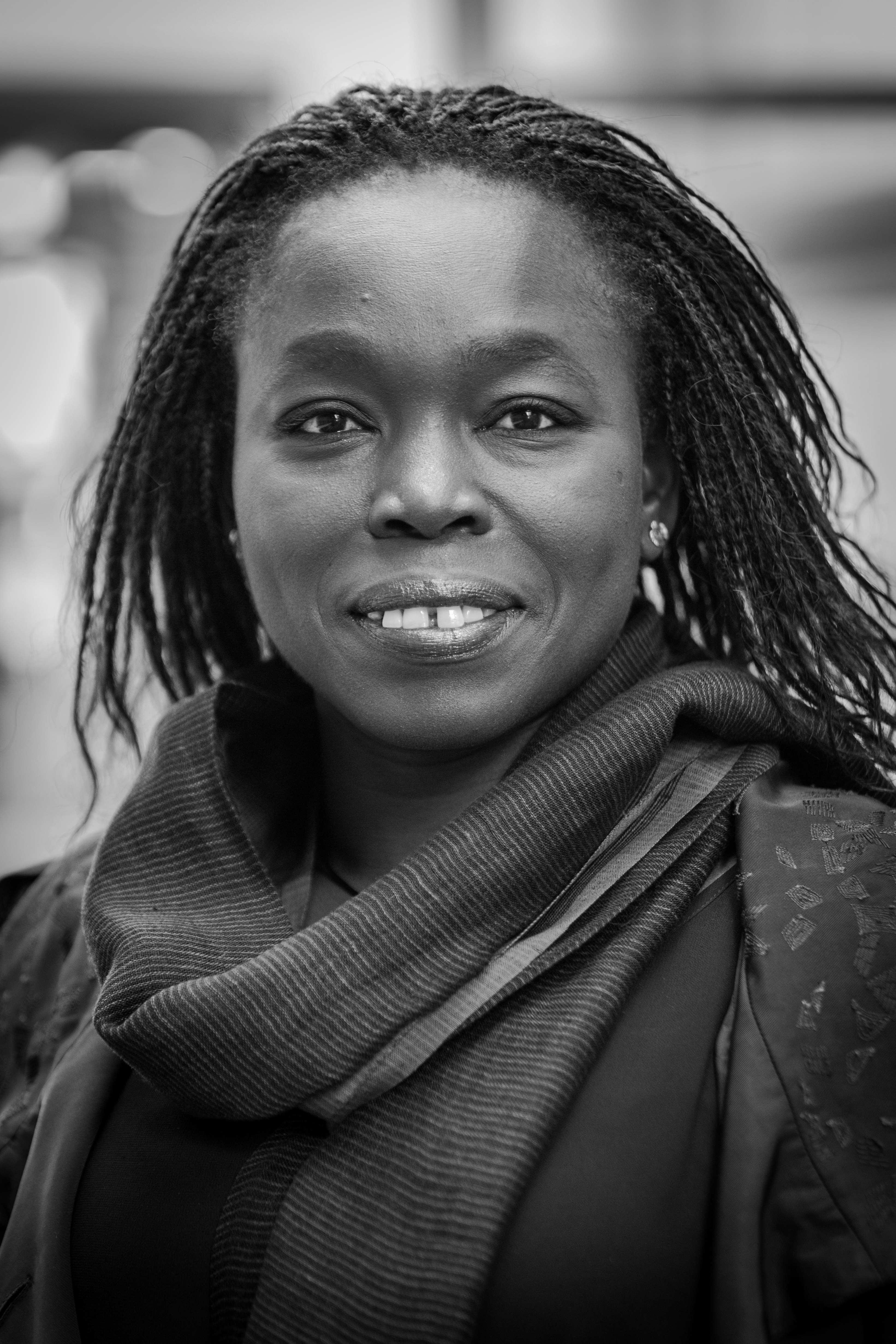
Fatou Diome

Étant d'origine sérère on relève les personnalités suivantes.

### Au Sénégal
- Galandou Diouf, premier élu africain depuis le début de la colonisation, il représente la commune de Rufisque (Teunggèdj) au Conseil général de Ndar, capitale de l'Afrique francophone,
- Youssou N'Dour (musicien),
- Issa Laye Thiaw (théologien),
- Alioune Sarr (historien et écrivain),
- juge Laity Kama (Juge au Tribunal pénal international pour le Rwanda),
- Léopold Sédar Senghor (premier président du Sénégal),
- Valdiodio N'diaye (ministre et maire de Kaolack),
- Abdou Diouf, deuxième président du Sénégal et secrétaire général de l'Organisation internationale de la francophonie
- Bassirou Diomaye Faye, cinquième président du Sénégal
- le champion de lutte sénégalaise, Robert Diouf,
- la réalisatrice Safi Faye qui consacra à son village natal Fadial à la fois un travail universitaire[86] et un long métrage[87],
- Yandé Codou Sene, griotte de Senghor
- Boucar Diouf, docteur en océanographie et humoriste Québécois
- Fatou Diome, écrivaine.
- Mohamed Mbougar Sarr, écrivain
- Felwine Sarr, économiste.
- Souleymane DIOUF, Chercheur système spatiaux
- Cheikh Sarr, Décorateur d’intérieur (Bonshō) à Paris

### En Gambie
- Alhaji Alieu Ebrima Cham Joof (historien, écrivain et homme politique)
- Isatou Njie Saidy (la vice-présidente de la Gambie).
- Alexis Saliou Diouf, premier maire noir de la ville de Chesterfield en Angleterre.

### Groupes sérères
- Saafi (peuple)
- Ndut (peuple)
- Laalaa (peuple)
- Nones (peuple)
- Niominka (peuple)
- Palor (peuple)
- Thiwala
- Fathta
- Singandoum
- Oole

### Royauté
- Maad a Sinig Ama Diouf Gnilane Faye Diouf
- Maad a Sinig Coumba Ndoffène Famak Diouf
- Maad a Sinig Coumba Ndoffène Fandepp Diouf
- Maison royale de Semou Ndiké Diouf
- Mbeguane Ndour au Saloum
- Lamane
- Guelwar

### Royaumes
- Royaume du Sine
- Royaume du Saloum
- Royaume du Baol
- Biffeche

### Religion
- Religion sérère
- Saltigué

### Groupes reliés
- Groupes ethniques du Sénégal
- Liste des groupes ethniques d'Afrique

### Filmographie
- Molaan : des troupeaux sans pâturage, film documentaire de Moussa Sène Absa, ORSTOM audiovisuel, Bondy, 1994, 25 min (VHS)
- [vidéo] « Le Mbissa », 2006, 18 min, IRD  —  (film documentaire.)